# .kz
.kz je vrhovna internetska domena (country code top-level domain - ccTLD) za Kazahstan. Domenom upravlja KazNIC.

## Vanjske poveznice
- IANA .kz whois informacija  Arhivirana inačica izvorne stranice od 11. lipnja 2006. (Wayback Machine)